# Waterschap over de gronden van Willem E. Hoving
Het Waterschap over de gronden van Willem E. Hoving (kortweg: Hoving's polder) is een voormalig waterschap in de provincie Groningen.
Het schap lag pal ten oosten van Fraamklap. De molen sloeg uit op het Westerwijtwerdermaar. Waterstaatkundig gezien ligt het gebied sinds 1995 binnen dat van het waterschap Noorderzijlvest.